# Enzo Paleni
Enzo Paleni (ur. 30 maja 2002 w Aix-en-Provence) – francuski kolarz szosowy.

## Osiągnięcia
Opracowano na podstawie:

2019
- 1. miejsce na etapie 2a Aubel-Thimister-Stavelot (jazda drużynowa na czas)

2020
- 2. miejsce w Grand Prix Rüebliland
- 2. miejsce w mistrzostwach Francji juniorów (jazda indywidualna na czas)

2021
- 2. miejsce w mistrzostwach Francji U23 (jazda indywidualna na czas)

2022
- 1. miejsce w Triptyque des Monts et Châteaux
- 1. miejsce w klasyfikacji górskiej Tour de la Mirabelle
- 2. miejsce w igrzyskach śródziemnomorskich (jazda indywidualna na czas)

## Rankingi
| Rok             | 2021  | 2022 | 2023 | 2024 |
| --------------- | ----- | ---- | ---- | ---- |
| World Ranking   | 1190. | 794. | 968. | 534. |
| UCI Europe Tour | 878.  | 597. | -    | -    |
|                 |       |      |      |      |
| Źródło: UCI     |       |      |      |      |